# あなたは私の婿になる
『あなたは私の婿になる』（原題：The Proposal）は、2009年のアメリカ合衆国のロマンティック・コメディ映画。タッチストーン・ピクチャーズ制作。

## ストーリー
ニューヨークの出版社で編集長として働くカナダ人のマーガレット・テイトは、仕事一筋で厳しい上司として部下たちから恐れられていた。しかし、会社の命令に背いて労働ビザの申請よりも仕事を優先しただけでなく、申請に必要な書類の提出を怠ったことで申請そのものが却下されてしまい、最低1年間はアメリカ合衆国に入国できず、その間に空いた編集長のポストには無能な部下として解雇を言い渡したばかりのボブが就くことを知らされる。
マーガレットはこれまで築いてきたキャリアを守るため、咄嗟の思いつきで部下のアンドリュー・パクストンと偽装結婚をして難を逃れようとする。アンドリューは困惑し結婚を拒否するが、ボブが編集長になれば自分も解雇されると脅され、渋々マーガレットとUSCIS（米国市民権・移民業務局）を訪れる。しかし、マーガレットの事情を知ったボブがUSCISに情報を垂れ込んでいたため、2人は職員であるギルバートソンに偽装結婚ではないかと疑われていた。その場を作り話でなんとか切り抜けると、アンドリューは重罪を犯す見返りに編集者への昇進などを約束させた上に、お互いの立場を対等にすることに成功する。
2人はUSCISで週明けに行われる面談を前に、週末を利用してアンドリューの実家があるアラスカ州のシトカに向かう。街に着くと店名にはパクストンの名前が並び、小型船に乗って辿り着いた島にある実家は大豪邸で、知り合いが50人ほど集められた歓迎パーティーが開かれていた。アンドリューが地元の名家出身であることに驚くマーガレットをよそに、アンドリューは早々と結婚を発表する。嘘のプロポーズ話を互いにそれとなく貶しながら披露した2人は、周囲からせがまれて仕方なくキスをした後、同じ部屋のベッドと床で一晩を過ごす。
翌朝、作家からの電話で目を覚ましたマーガレットが家の外で応対していると、扉を閉め忘れたために犬のケビンがついて来ており、近くにいた鷲に連れ去られそうになっていた。なんとかケビンの救出に成功するマーガレットだが、代わりに携帯電話を奪われてしまう。アンドリューは「翌日には同じ番号の携帯電話を取り寄せる」と彼女を安心させると、母グレースと祖母アニーと共に出掛けてほしいと告げる。3人がストリップショーを観賞して家に戻ると、アンドリューは父ジョーから事業を継ぐ話をされて不機嫌になっていた。その日の夜、アンドリューのことを気遣ったマーガレットは、面談に備えるという建前で自分の好き嫌いや趣味について語り、2人はそれらの話で盛り上がるうちに眠ってしまう。
朝を迎えるとアンドリューの両親とアニーから、アニーが90歳の誕生日を迎える明日に結婚式を挙げてほしいと頼まれ、断ろうとするも最終的には快諾する形になってしまった。2人は取り寄せた携帯電話を受け取りに街に向かい、マーガレットが仕事のためにインターネットカフェを利用していると、店の外ではアンドリューとその元恋人ガートが楽しげに話している。複雑な心境の中、帰り道で遭遇したグレースとアニーに連れていかれたマーガレットは、かつてアニーが着たウェディングドレスや、家に代々伝わるネックレスを送られ、不意に涙を流してしまう。
2人と別れたマーガレットは、アンドリューが待っていたモーターボートに乗り込むと勝手に運転を始めると、16歳で天涯孤独になった自分が、家族や地元の人々に愛されるアンドリューを振り回し、善人である皆を騙すことへの罪悪感を吐露していく。途中、マーガレットがボートから転落するも無事に家へと帰ってきた2人を待っていたのは、ジョーと調査のためにやって来たギルバートソンだった。偽装結婚だと確信し「真実を話せば罪に問わない」と迫るギルバートソンに対し、アンドリューは「半年前に恋に落ちプロポーズした」と嘘をつく。
明くる日、結婚式に現れたマーガレットは牧師の言葉を遮ると、集まった皆の前でこれが偽装結婚であることを明かし、謝罪の言葉を残して去っていく。マーガレットを探して部屋に戻ったアンドリューが見つけたのは、「アンドリューが有能だからこそ編集者にせずアシスタントに留め置いていた」という謝罪の手紙だった。納得できないアンドリューはマーガレットを追おうとするが、引き止めるジョーとの口論をやめさせようとしたアニーが心臓発作で倒れてしまう。家族と共に水上機で搬送される中、アニーはジョーとアンドリューに和解を約束させると神妙に目を閉じるが、すぐに演技であったことを明かして機を空港へと向かわせる。しかし、到着したアンドリューが見たのはマーガレットの乗る飛行機が飛び立つところだった。
出版社のオフィスでマーガレットが私物を整理していると、息を切らせたアンドリューが駆けつけ、他の社員が注目する中でプロポーズの言葉を告げる。マーガレットは1人でなくなることへの不安から諦めさせようとするが、アンドリューの想いは揺るがず、2人はキスをして結ばれた。

## キャスト
※括弧内は日本語吹替
マーガレット・テイト
演 - サンドラ・ブロック（田中敦子）
出版社で働く編集長。40歳のカナダ人。非常に優秀だが厳格な性格で、部下たちからは影で“魔女”という渾名を付けられるほど恐れられている。自身のミスで労働ビザを失ってしまい、部下であるアンドリューとの偽装結婚でやり過ごそうとする。
アンドリュー・パクストン
演 - ライアン・レイノルズ（土田大）
マーガレットの部下。28歳のアメリカ人。マーガレットのアシスタントで、彼女が飲むコーヒーを毎朝買って待機するなど雑務を担当するが、立派な編集者になるという夢がある。事業家の父を持つが事業を継ぐつもりはなく、周囲にも特に話していない。
ジョー・パクストン
演 - クレイグ・T・ネルソン（土師孝也）
アンドリューの父。ゼロから事業を起こし大成功した事業家。アンドリューに事業を継がせたい上に、編集者という仕事を快く思っておらず、息子とは不仲になっている。
グレース・パクストン
演 - メアリー・スティーンバージェン（高島雅羅）
アンドリューの母。アンドリューが滅多に帰省しないのはジョーと不仲であるためと考えている。
アニー・パクストン
演 - ベティ・ホワイト（京田尚子）
アンドリューの祖母。89歳。小さな犬のケビンが鷲に狙われると警戒しているが、アンドリューは信じていない。
ガートルード
演 - マリン・アッカーマン（小林さやか）
アンドリューの元恋人。通称はガート。高校から大学まで交際しておりプロポーズもされたが、アンドリューのニューヨーク移住についていくつもりがなく、交際を終えた。
ラモーン
演 - オスカー・ヌニェス（落合弘治）
アンドリューの地元で唯一のストリッパー。街の雑貨店で働いてもいる。その他に、歓迎パーティーではウェイター、結婚式では牧師を担当する。マーガレットに惹かれている節がある。
ギルバートソン
演 - デニス・オヘア（水野龍司）
USCIS（米国市民権・移民業務局）の職員。ボブからの垂れ込みによってマーガレットの事情を知り、アンドリューとの偽装結婚を疑う。
ボブ・スポールディング
演 - アーシフ・マンドヴィ（多田野曜平）
マーガレットの部下。編集者。職務怠慢を理由に解雇を言い渡されてマーガレットに暴言を浴びせるが、完膚なきまでに言い負かされてしまう。
ジャック・バーゲン会長
演 - マイケル・ヌーリー（木下浩之）
マーガレットとアンドリューが勤める出版社の会長。

## Blu-ray/DVD/microSD
2010年2月17日にウォルト・ディズニー・スタジオ・ホーム・エンターテイメントよりBlu-ray Disc/DVD/microSDの3フォーマットで『あなたは私のムコになる』としてリリース。